# Município de Symmes (condado de Lawrence, Ohio)
O município de Symmes (em inglês: Symmes Township) é um município localizado no condado de Lawrence no estado estadounidense de Ohio. No ano de 2010 tinha uma população de 464 habitantes e uma densidade populacional de 4,75 pessoas por km².

## Geografia
O município de Symmes encontra-se localizado nas coordenadas 38° 43′ 52″ N, 82° 32′ 36″ O. Segundo o Departamento do Censo dos Estados Unidos, o município tem uma superfície total de 97.77 km², da qual 97,47 km² correspondem a terra firme e (0,31 %) 0,3 km² é água.

## Demografia
Segundo o censo de 2010, tinham 464 pessoas residindo no município de Symmes. A densidade populacional era de 4,75 hab./km². Dos 464 habitantes, o município de Symmes estava composto por 98,28% de brancos, 0,22% eram afroamericanos, 0,22% eram de outras raças e 1,29% eram de uma mistura de raças. Não possuia nenhum habitante hispano ou latino.